# ابن بارزی
نجم‌الدین، عبدالرحیم بن ابراهیم حموی جُهَنی شهرت‌یافته به ابن بارزی حَمَوی (۱۲۱۱ - ۱۲۸۵م) قاضی، فقیه و شاعر شامی در سدهٔ هفتم هجری بود. پس از پدرش، به قضاوت حماه رسید، چند سال پیش از درگذشتش از این منصب برکنار شد. بر اصول فقه و علم کلام دانا بود. ابن بارزی در ذی‌القعده ۶۸۳ق در راه حج در تبوک درگذشت و پیکرش را در مدینه دفن کردند.